# Exochus nigriparvus
Exochus nigriparvus är en stekelart som beskrevs av Kusigemati 1984. Exochus nigriparvus ingår i släktet Exochus och familjen brokparasitsteklar. Inga underarter finns listade i Catalogue of Life.